# Bistum Palm Beach
Das Bistum Palm Beach (lat.: Dioecesis Litoris Palmensis) ist eine in Florida in den Vereinigten Staaten gelegene römisch-katholische Diözese mit Sitz in Palm Beach. 

## Geschichte
Papst Johannes Paul II. gründete es mit der Apostolischen Konstitution Qui omni cogitatione am 16. Juni 1984 aus Gebietsabtretungen des Bistums Orlando und Erzbistums Miami, dem es auch als Suffragandiözese unterstellt wurde. 

## Territorium
Das Bistum Palm Beach umfasst die Countys Indian River, Martin, Okeechobee, Palm Beach und St. Lucie des Bundesstaates Florida.

## Bischöfe von Palm Beach
- Thomas Vose Daily (17. Juli 1984–20. Februar 1990, dann Bischof von Brooklyn)
- Joseph Keith Symons (12. Juni 1990–6. Juni 1998)
- Anthony Joseph O’Connell (12. November 1998–13. März 2002)
- Seán Patrick O’Malley OFMCap (3. September 2002–1. Juli 2003, dann Erzbischof von Boston)
- Gerald Michael Barbarito (seit 1. Juli 2003)

## Weblinks

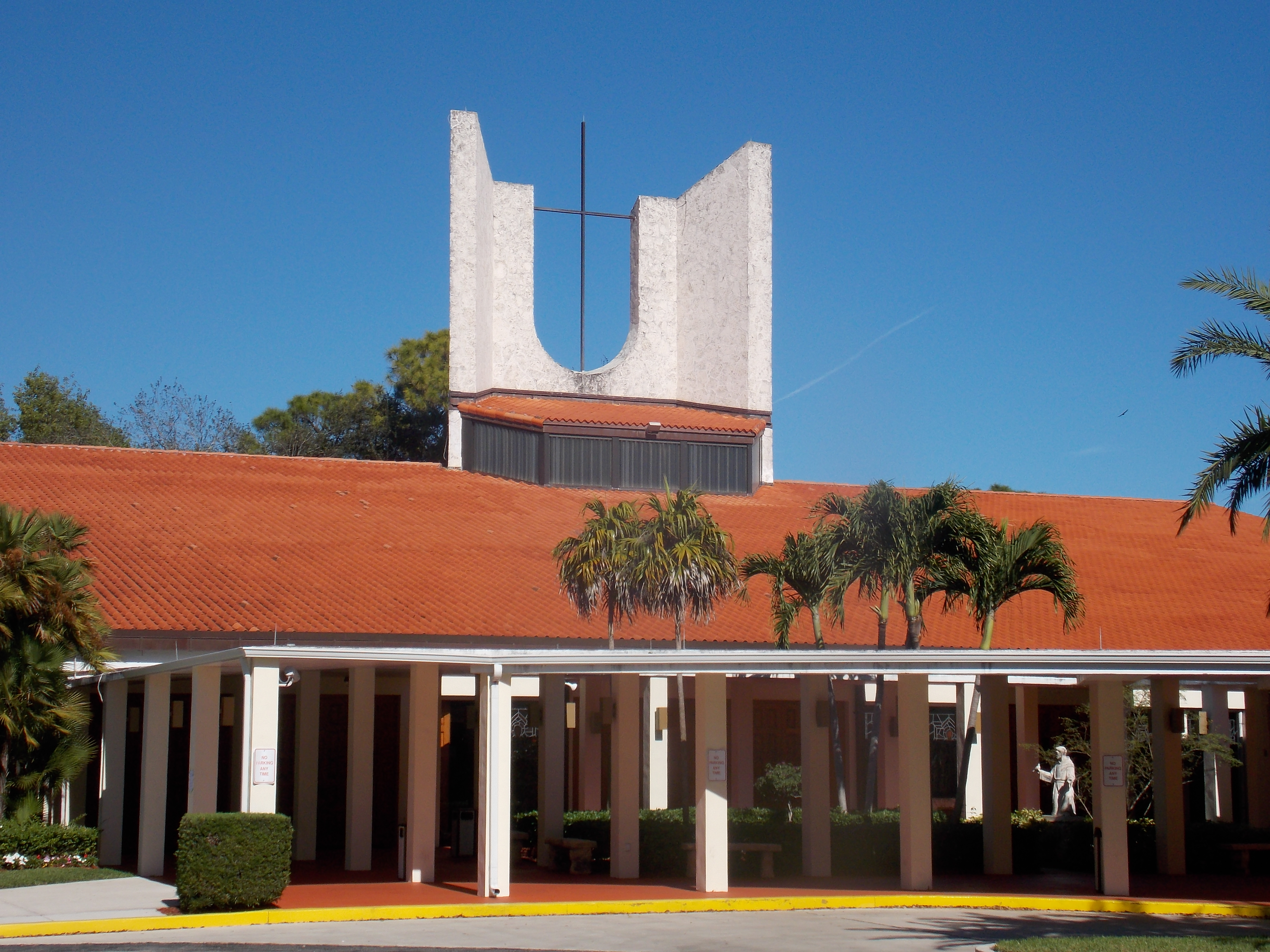
Kathedrale: Saint Ignatius Loyola in Palm Beach Gardens